# Zatrephes iridescens
Zatrephes iridescens är en fjärilsart som beskrevs av Rothschild 1910. Zatrephes iridescens ingår i släktet Zatrephes och familjen björnspinnare. Inga underarter finns listade i Catalogue of Life.